# Gargetta hampsoni
Gargetta hampsoni är en fjärilsart som beskrevs av Alexander Schintlmeister 1981. Gargetta hampsoni ingår i släktet Gargetta och familjen tandspinnare. Inga underarter finns listade i Catalogue of Life.